# 2019 w filmie
Wydarzenia filmowe w 2019 roku.

2019 w filmie to 131. rok w historii kinematografii.

## Wydarzenia
- 6 stycznia – 76. ceremonia wręczenia Złotych Globów
- 7–17 lutego – 69. Międzynarodowy Festiwal Filmowy w Berlinie
- 10 lutego – 72. ceremonia wręczenia nagród Brytyjskiej Akademii Filmowej
- 22 lutego – 44. ceremonia wręczenia Cezarów
- 23 lutego – 39. rozdanie nagród Złotych Malin
- 24 lutego – 91. ceremonia wręczenia Oscarów
- 25 marca – 21. ceremonia wręczenia Orłów[1]
- 1 kwietnia – 8. ceremonia wręczenia Węży
- 14–25 maja – 72. Międzynarodowy Festiwal Filmowy w Cannes
- 28 sierpnia–7 września – 76. Międzynarodowy Festiwal Filmowy w Wenecji
- 16–21 września – 44. Festiwal Polskich Filmów Fabularnych w Gdyni
- 15 grudnia – 32. ceremonia wręczenia Europejskich Nagród Filmowych

## Premiery
| Miesiąc     | Data                      | Tytuł                                 | Państwo               | Reżyseria                              |
| ----------- | ------------------------- | ------------------------------------- | --------------------- | -------------------------------------- |
| Marzec      | 8 marca 2019(dts)         | Kapitan Marvel                        | USA                   | Anna Boden i Ryan Fleck                |
| Marzec      | 29 marca 2019(dts)        | Free Solo: ekstremalna wspinaczka     | USA                   | Elizabeth Chai Vasarhelyi i Jimmy Chin |
| Kwiecień    | 5 kwietnia 2019(dts)      | Shazam!                               | USA                   | David F. Sandberg                      |
| Kwiecień    | 26 kwietnia 2019(dts)     | Avengers: Koniec gry                  | USA                   | Anthony i Joe Russo                    |
| Maj         | 9 maja 2019(dts)          | Portret kobiety w ogniu               | Francja               | Céline Sciamma                         |
| Czerwiec    | 7 czerwca 2019(dts)       | X-Men: Mroczna Phoenix                | USA                   | Simon Kinberg                          |
| Czerwiec    | 21 czerwca 2019(dts)      | Toy Story 4                           | USA                   | Josh Cooley                            |
| Lipiec      | 5 lipca 2019(dts)         | Spider-Man: Daleko od domu            | USA                   | Jon Watts                              |
| Lipiec      | 19 lipca 2019(dts)        | Król lew                              | USA                   | Jon Favreau                            |
| Lipiec      | 26 lipca 2019(dts)        | Pewnego razu... w Hollywood           | USA                   | Quentin Tarantino                      |
| Sierpień    | 9 sierpnia 2019(dts)      | Sztuka ścigania się w deszczu         | USA                   | Simon Curtis                           |
| Sierpień    | 26 sierpnia 2019(dts)     | To – Rozdział 2                       | USA                   | Andy Muschietti                        |
| Sierpień    | 30 sierpnia 2019(dts)     | Aeronauci                             | USA i Wielka Brytania | Tom Harper                             |
| Wrzesień    | 3 września 2019(dts)      | Malowany ptak                         | Czechy                | Václav Marhoul                         |
| Wrzesień    | 16 września 2019(dts)     | Legiony                               | Polska                | Dariusz Gajewski                       |
| Wrzesień    | 21 września 2019(dts)     | Jestem Paragwajczykiem                | Polska                | Wojciech Ganczarek                     |
| Październik | 11 października 2019(dts) | Solid Gold                            | Polska                | Jacek Bromski                          |
| Listopad    | 1 listopada 2019(dts)     | Terminator: Mroczne przeznaczenie     | USA                   | Tim Miller                             |
| Grudzień    | 20 grudnia 2019(dts)      | Gwiezdne wojny: Skywalker. Odrodzenie | USA                   | J.J. Abrams                            |